# Fani Madida
Fani Madida (né le 7 décembre 1966 en Afrique du Sud) est un footballeur de milieu de terrain ayant joué pour Beşiktaş JK et Antalyaspor.
En 1992, il est transféré de Kaizer Chiefs (en Afrique du Sud) au Beşiktaş JK.
Il joue durant 3 saisons, 76 matchs et inscrit 16 buts pour le Beşiktaş. Durant cette période, il a remporté une coupe et un championnat. En conflit avec le club, il est transféré à Antalyaspor.